# Wieronika Korsunowa
Wieronika Aleksandrowna Korsunowa (ros. Вероника Александровна Корсунова; ur. 20 kwietnia 1992 w Taganrogu) – rosyjska narciarka dowolna, specjalizująca się w skokach akrobatycznych. W 2013 roku wywalczyła srebrny medal podczas mistrzostw świata w Voss. W zawodach tych rozdzieliła na podium Chinkę Xu Mengtao i Danielle Scott z Australii. W 2014 roku wystartowała na igrzyskach olimpijskich w Soczi, gdzie zajęła jedenastą lokatę. Najlepsze wyniki w Pucharze Świata osiągnęła w sezonie 2014/2015, kiedy to zajęła 15. miejsce w klasyfikacji generalnej, a w klasyfikacji skoków akrobatycznych była czwarta.

## Osiągnięcia

### Igrzyska olimpijskie
| Miejsce | Dzień     | Rok  | Miejscowość | Konkurencja        | Zwycięzca  |
| ------- | --------- | ---- | ----------- | ------------------ | ---------- |
| 11.     | 14 lutego | 2014 | Soczi       | Skoki akrobatyczne | Ałła Cuper |

### Mistrzostwa świata
| Miejsce | Dzień       | Rok  | Miejscowość | Konkurencja        | Zwycięzca  |
| ------- | ----------- | ---- | ----------- | ------------------ | ---------- |
| 2.      | 7 marca     | 2013 | Voss        | Skoki akrobatyczne | Xu Mengtao |
| 12.     | 15 stycznia | 2015 | Kreischberg | Skoki akrobatyczne | Laura Peel |

### Puchar Świata

#### Miejsca w klasyfikacji generalnej
- sezon 2011/2012: 59.
- sezon 2012/2013: 82.
- sezon 2013/2014: 78.
- sezon 2014/2015: 15.
- sezon 2016/2017: 125.
- sezon 2017/2018: 72.

#### Miejsca na podium w zawodach
1. Lake Placid – 30 stycznia 2015 (skoki) – 2. miejsce
2. Lake Placid – 31 stycznia 2015 (skoki) – 2. miejsce
3. Raubicze – 1 marca 2015 (skoki) – 3. miejsce